# Reims-la-Brûlée
Reims-la-Brûlée település Franciaországban, Marne megyében. Lakosainak száma 217 fő (2022. január 1.). Reims-la-Brûlée Favresse, Luxémont-et-Villotte, Marolles, Plichancourt, Vauclerc és Vitry-en-Perthois községekkel határos.

## Népesség
A település népessége az elmúlt években az alábbi módon változott:
| Lakosok száma | 151  | 176  | 181  | 204  | 232  | 235  | 228  | 223  | 221  | 217  |
|               | 1968 | 1982 | 1990 | 2006 | 2013 | 2015 | 2017 | 2019 | 2020 | 2022 |